# Camponotus semicarinatus
Camponotus semicarinatus é uma espécie de inseto do gênero Camponotus, pertencente à família Formicidae.